# Oxyrrhynchium subasperum
Oxyrrhynchium subasperum är en bladmossart som beskrevs av Sim 1926. Oxyrrhynchium subasperum ingår i släktet Oxyrrhynchium och familjen Brachytheciaceae. Inga underarter finns listade i Catalogue of Life.